# Androcymbium huntleyi
Androcymbium huntleyi là một loài thực vật có hoa trong họ Colchicaceae. Loài này được Pedrola, Membrives, J.M.Monts. & Caujapé miêu tả khoa học đầu tiên năm 1999.